# Circonscription de Yorkshire et Humber
Yorkshire and the Humber est une circonscription du Parlement européen. Il a élu selon la méthode D'Hondt d'abord 7 membres du Parlement européen à l'élection européenne de 1999 puis 6 de 2004 jusqu'à la sortie du Royaume-Uni de l'Union européenne le 31 janvier 2020 (Brexit).

## Frontière
La circonscription correspond au Yorkshire-et-Humber région d'Angleterre, qui comprend les comtés cérémoniaux du Yorkshire du Sud, Yorkshire de l'Ouest, East Riding of Yorkshire et une partie du Yorkshire du Nord et Lincolnshire.

## Histoire
La circonscription a été formée à la suite de l'European Parliamentary Elections Act 1999, le remplacement d'un certain nombre de circonscriptions uninominales. C'étaient Humberside, Leeds, North Yorkshire, Sheffield, Yorkshire South, Yorkshire South West, Yorkshire West, et une partie de Cleveland and Richmond et Lincolnshire and Humberside South.
| MEPs pour les anciens circonscriptions du Yorkshire and the Humber, 1979 – 1999                    | MEPs pour les anciens circonscriptions du Yorkshire and the Humber, 1979 – 1999 | MEPs pour les anciens circonscriptions du Yorkshire and the Humber, 1979 – 1999 | MEPs pour les anciens circonscriptions du Yorkshire and the Humber, 1979 – 1999 | MEPs pour les anciens circonscriptions du Yorkshire and the Humber, 1979 – 1999 | MEPs pour les anciens circonscriptions du Yorkshire and the Humber, 1979 – 1999 | MEPs pour les anciens circonscriptions du Yorkshire and the Humber, 1979 – 1999 | MEPs pour les anciens circonscriptions du Yorkshire and the Humber, 1979 – 1999 | MEPs pour les anciens circonscriptions du Yorkshire and the Humber, 1979 – 1999 | MEPs pour les anciens circonscriptions du Yorkshire and the Humber, 1979 – 1999 | MEPs pour les anciens circonscriptions du Yorkshire and the Humber, 1979 – 1999 | MEPs pour les anciens circonscriptions du Yorkshire and the Humber, 1979 – 1999 |
| Élection                                                                                           |                                                                                 | 1979 – 1984                                                                     |                                                                                 | 1984 – 1989                                                                     |                                                                                 | 1989 – 1994                                                                     |                                                                                 | 1994 – 1999                                                                     | 1994 – 1999                                                                     | 1994 – 1999                                                                     |                                                                                 |
| -------------------------------------------------------------------------------------------------- | ------------------------------------------------------------------------------- | ------------------------------------------------------------------------------- | ------------------------------------------------------------------------------- | ------------------------------------------------------------------------------- | ------------------------------------------------------------------------------- | ------------------------------------------------------------------------------- | ------------------------------------------------------------------------------- | ------------------------------------------------------------------------------- | ------------------------------------------------------------------------------- | ------------------------------------------------------------------------------- | ------------------------------------------------------------------------------- |
| Cleveland (1979–1984) Cleveland and Yorkshire North (1984–1994) Cleveland and Richmond (1994–1999) |                                                                                 | Peter Vanneck Conservateur                                                      | Peter Vanneck Conservateur                                                      | Peter Vanneck Conservateur                                                      |                                                                                 | David Bowe Travailliste                                                         | David Bowe Travailliste                                                         | David Bowe Travailliste                                                         | David Bowe Travailliste                                                         | David Bowe Travailliste                                                         |                                                                                 |
| Humberside                                                                                         |                                                                                 | Robert Battersby Conservateur                                                   | Robert Battersby Conservateur                                                   | Robert Battersby Conservateur                                                   |                                                                                 | Peter Crampton Travailliste                                                     | Peter Crampton Travailliste                                                     | Peter Crampton Travailliste                                                     | Peter Crampton Travailliste                                                     | Peter Crampton Travailliste                                                     |                                                                                 |
| Leeds                                                                                              |                                                                                 | Derek Enright Travailliste                                                      |                                                                                 | Michael McGowan Travailliste                                                    | Michael McGowan Travailliste                                                    | Michael McGowan Travailliste                                                    | Michael McGowan Travailliste                                                    | Michael McGowan Travailliste                                                    | Michael McGowan Travailliste                                                    | Michael McGowan Travailliste                                                    |                                                                                 |
| Lincolnshire (1979–1994) Lincolnshire and Humberside South (1994–1999)                             |                                                                                 | Bill Newton Dunn Conservateur                                                   | Bill Newton Dunn Conservateur                                                   | Bill Newton Dunn Conservateur                                                   | Bill Newton Dunn Conservateur                                                   | Bill Newton Dunn Conservateur                                                   |                                                                                 | Veronica Hardstaff Travailliste                                                 | Veronica Hardstaff Travailliste                                                 | Veronica Hardstaff Travailliste                                                 |                                                                                 |
| Sheffield                                                                                          |                                                                                 | Richard Caborn Labour                                                           |                                                                                 | Bob Cryer Travailliste                                                          |                                                                                 | Roger Barton Travailliste                                                       | Roger Barton Travailliste                                                       | Roger Barton Travailliste                                                       | Roger Barton Travailliste                                                       | Roger Barton Travailliste                                                       |                                                                                 |
| Yorkshire North (1979–1984) York (1984–1994) North Yorkshire (1994–1999)                           |                                                                                 | Neil Balfour Conservateur                                                       |                                                                                 | Edward McMillan-Scott Conservateur                                              | Edward McMillan-Scott Conservateur                                              | Edward McMillan-Scott Conservateur                                              | Edward McMillan-Scott Conservateur                                              | Edward McMillan-Scott Conservateur                                              | Edward McMillan-Scott Conservateur                                              | Edward McMillan-Scott Conservateur                                              |                                                                                 |
| Yorkshire South                                                                                    |                                                                                 | Brian Key Travailliste/Co-operative                                             |                                                                                 | Norman West Travailliste jusqu'en 1998                                          | Norman West Travailliste jusqu'en 1998                                          | Norman West Travailliste jusqu'en 1998                                          | Norman West Travailliste jusqu'en 1998                                          | Norman West Travailliste jusqu'en 1998                                          |                                                                                 | Linda McAvan Travailliste de 1998                                               |                                                                                 |
| Yorkshire South West                                                                               |                                                                                 | Thomas Megahy Travailliste                                                      | Thomas Megahy Travailliste                                                      | Thomas Megahy Travailliste                                                      | Thomas Megahy Travailliste                                                      | Thomas Megahy Travailliste                                                      | Thomas Megahy Travailliste                                                      | Thomas Megahy Travailliste                                                      | Thomas Megahy Travailliste                                                      | Thomas Megahy Travailliste                                                      |                                                                                 |
| Yorkshire West                                                                                     |                                                                                 | Barry Seal Travailliste                                                         | Barry Seal Travailliste                                                         | Barry Seal Travailliste                                                         | Barry Seal Travailliste                                                         | Barry Seal Travailliste                                                         | Barry Seal Travailliste                                                         | Barry Seal Travailliste                                                         | Barry Seal Travailliste                                                         | Barry Seal Travailliste                                                         |                                                                                 |

## Nouveaux membres
| MEPs pour Yorkshire and the Humber, à partir de 1999 | MEPs pour Yorkshire and the Humber, à partir de 1999 | MEPs pour Yorkshire and the Humber, à partir de 1999                         | MEPs pour Yorkshire and the Humber, à partir de 1999                         | MEPs pour Yorkshire and the Humber, à partir de 1999                         | MEPs pour Yorkshire and the Humber, à partir de 1999                         | MEPs pour Yorkshire and the Humber, à partir de 1999                                                      | MEPs pour Yorkshire and the Humber, à partir de 1999                                                      | MEPs pour Yorkshire and the Humber, à partir de 1999                                                      | MEPs pour Yorkshire and the Humber, à partir de 1999 | MEPs pour Yorkshire and the Humber, à partir de 1999   | MEPs pour Yorkshire and the Humber, à partir de 1999   | MEPs pour Yorkshire and the Humber, à partir de 1999   | MEPs pour Yorkshire and the Humber, à partir de 1999   | MEPs pour Yorkshire and the Humber, à partir de 1999 | MEPs pour Yorkshire and the Humber, à partir de 1999                                                                  | MEPs pour Yorkshire and the Humber, à partir de 1999 |
| ---------------------------------------------------- | ---------------------------------------------------- | ---------------------------------------------------------------------------- | ---------------------------------------------------------------------------- | ---------------------------------------------------------------------------- | ---------------------------------------------------------------------------- | --- | --- | --- | ---------------------------------------------------- | ------------------------------------------------------ | ------------------------------------------------------ | ------------------------------------------------------ | ------------------------------------------------------ | ---------------------------------------------------- | --- | ---------------------------------------------------- |
| Élection                                             |                                                      | 1999 (5e parlement)                                                          |                                                                              | 2004 (6e parlement)                                                          |                                                                              | 2009 (7e parlement)                                                                                       | 2009 (7e parlement)                                                                                       | 2009 (7e parlement)                                                                                       |                                                      | 2014 (8e parlement)                                    | 2014 (8e parlement)                                    | 2014 (8e parlement)                                    | 2014 (8e parlement)                                    |                                                      | 2019 (9e parlement)                                                                                                   |                                                      |
| MEP Parti                                            |                                                      | Diana Wallis1 Libéral Démocrate                                              | Diana Wallis1 Libéral Démocrate                                              | Diana Wallis1 Libéral Démocrate                                              | Diana Wallis1 Libéral Démocrate                                              | Diana Wallis1 Libéral Démocrate                                                                           | | Rebecca Taylor Libéral Démocrate                                                                          |                                                      | Mike Hookem UKIP                                       | Mike Hookem UKIP                                       | Mike Hookem UKIP                                       | Mike Hookem UKIP                                       |                                                      | Shaffaq Mohammed Libéral Démocrate                                                                                    |                                                      |
| MEP Parti                                            |                                                      | Edward McMillan-Scott Conservateur (1999–2009) Libéral Démocrate (2010–2014) | Edward McMillan-Scott Conservateur (1999–2009) Libéral Démocrate (2010–2014) | Edward McMillan-Scott Conservateur (1999–2009) Libéral Démocrate (2010–2014) | Edward McMillan-Scott Conservateur (1999–2009) Libéral Démocrate (2010–2014) | Edward McMillan-Scott Conservateur (1999–2009) Libéral Démocrate (2010–2014)                              | Edward McMillan-Scott Conservateur (1999–2009) Libéral Démocrate (2010–2014)                              | Edward McMillan-Scott Conservateur (1999–2009) Libéral Démocrate (2010–2014)                              |                                                      | Jane Collins UKIP (2014-2019) Brexit Party (2019)      | Jane Collins UKIP (2014-2019) Brexit Party (2019)      | Jane Collins UKIP (2014-2019) Brexit Party (2019)      | Jane Collins UKIP (2014-2019) Brexit Party (2019)      |                                                      | John Longworth Brexit Party (mai–décembre 2019) Indépendant (décembre 2019 à 2020), Conservateur (2020 à aujourd'hui) |                                                      |
| MEP Parti                                            |                                                      | Robert Goodwill Conservateur                                                 |                                                                              | Godfrey Bloom UKIP (2004–2013) Indépendant (2013–2014)                       | Godfrey Bloom UKIP (2004–2013) Indépendant (2013–2014)                       | Godfrey Bloom UKIP (2004–2013) Indépendant (2013–2014)                                                    | Godfrey Bloom UKIP (2004–2013) Indépendant (2013–2014)                                                    | Godfrey Bloom UKIP (2004–2013) Indépendant (2013–2014)                                                    |                                                      | Amjad Bashir UKIP (2014–2015) Conservateur (2015–2019) | Amjad Bashir UKIP (2014–2015) Conservateur (2015–2019) | Amjad Bashir UKIP (2014–2015) Conservateur (2015–2019) | Amjad Bashir UKIP (2014–2015) Conservateur (2015–2019) |                                                      | Jake Pugh Brexit Party                                                                                                |                                                      |
| MEP Parti                                            |                                                      | Timothy Kirkhope2 Conservateur                                               | Timothy Kirkhope2 Conservateur                                               | Timothy Kirkhope2 Conservateur                                               | Timothy Kirkhope2 Conservateur                                               | Timothy Kirkhope2 Conservateur                                                                            | Timothy Kirkhope2 Conservateur                                                                            | Timothy Kirkhope2 Conservateur                                                                            | Timothy Kirkhope2 Conservateur                       | Timothy Kirkhope2 Conservateur                         | Timothy Kirkhope2 Conservateur                         |                                                        | John Procter Conservateur                              |                                                      | Lucy Harris Brexit Party (mai–décembre 2019) Indépendant (décembre 2019 à 2020), Conservateur (2020 à aujourd'hui)    |                                                      |
| MEP Parti                                            |                                                      | Richard Corbett Travailliste                                                 | Richard Corbett Travailliste                                                 | Richard Corbett Travailliste                                                 |                                                                              | Andrew Brons British National Party (2009–2012) Indépendant (2012) British Democratic Party (2013–2014) , | Andrew Brons British National Party (2009–2012) Indépendant (2012) British Democratic Party (2013–2014) , | Andrew Brons British National Party (2009–2012) Indépendant (2012) British Democratic Party (2013–2014) , |                                                      | Richard Corbett Travailliste                           | Richard Corbett Travailliste                           | Richard Corbett Travailliste                           | Richard Corbett Travailliste                           | Richard Corbett Travailliste                         | Richard Corbett Travailliste                                                                                          |                                                      |
| MEP Parti                                            |                                                      | Linda McAvan Travailliste                                                    | Linda McAvan Travailliste                                                    | Linda McAvan Travailliste                                                    | Linda McAvan Travailliste                                                    | Linda McAvan Travailliste                                                                                 | Linda McAvan Travailliste                                                                                 | Linda McAvan Travailliste                                                                                 | Linda McAvan Travailliste                            | Linda McAvan Travailliste                              | Linda McAvan Travailliste                              | Linda McAvan Travailliste                              | Linda McAvan Travailliste                              |                                                      | Magid Magid Green |                                                      |
| MEP Parti                                            |                                                      | David Bowe Travailliste                                                      | Siège aboli                                                                  | Siège aboli                                                                  | Siège aboli                                                                  | Siège aboli                                                                                               | Siège aboli                                                                                               | Siège aboli                                                                                               | Siège aboli                                          | Siège aboli                                            | Siège aboli                                            | Siège aboli                                            | Siège aboli                                            | Siège aboli                                          | Siège aboli | Siège aboli                                          |

1Diana Wallis a démissionné en janvier 2012
2Timothy Kirkhope a été nommé à la Chambre des lords en 2016 et a donc dû démissionner.
| \| \| Clé des Groupe politique du Parlement européen (UK)[6] \| v · d · m \| | \| \| Clé des Groupe politique du Parlement européen (UK)[6] \| v · d · m \| | \| \| Clé des Groupe politique du Parlement européen (UK)[6] \| v · d · m \| | \| \| Clé des Groupe politique du Parlement européen (UK)[6] \| v · d · m \| | \| \| Clé des Groupe politique du Parlement européen (UK)[6] \| v · d · m \| | \| \| Clé des Groupe politique du Parlement européen (UK)[6] \| v · d · m \| | \| \| Clé des Groupe politique du Parlement européen (UK)[6] \| v · d · m \| |
| Parti                                                                        | Parti                                                                        | Parti                                                                        | Parti                                                                        | Faction au Parlement européen                                                | Faction au Parlement européen                                                | Faction au Parlement européen                                                |
| ---------------------------------------------------------------------------- | ---------------------------------------------------------------------------- | ---------------------------------------------------------------------------- | ---------------------------------------------------------------------------- | ---------------------------------------------------------------------------- | ---------------------------------------------------------------------------- | ---------------------------------------------------------------------------- |
|                                                                              | Brexit Party                                                                 | 29                                                                           | 29                                                                           |                                                                              | Non-inscrits                                                                 | 57                                                                           |
|                                                                              | DUP                                                                          | 1                                                                            | 1                                                                            |                                                                              | Non-inscrits                                                                 | 57                                                                           |
|                                                                              | Libéral Démocrate                                                            | 16                                                                           | 17                                                                           |                                                                              | Renew Europe                                                                 | 108                                                                          |
|                                                                              | Alliance                                                                     | 1                                                                            | 17                                                                           |                                                                              | Renew Europe                                                                 | 108                                                                          |
|                                                                              | Green                                                                        | 7                                                                            | 11                                                                           |                                                                              | Groupe des Verts/Alliance libre européenne                                   | 75                                                                           |
|                                                                              | SNP                                                                          | 3                                                                            | 11                                                                           |                                                                              | Groupe des Verts/Alliance libre européenne                                   | 75                                                                           |
|                                                                              | Plaid Cymru                                                                  | 1                                                                            | 11                                                                           |                                                                              | Groupe des Verts/Alliance libre européenne                                   | 75                                                                           |
|                                                                              | Travailliste                                                                 | 10                                                                           | 10                                                                           |                                                                              | Socialistes et Démocrates                                                    | 154                                                                          |
|                                                                              | Conservateur                                                                 | 4                                                                            | 4                                                                            |                                                                              | Conservateurs et réformistes européens                                       | 62                                                                           |
|                                                                              | Sinn Féin                                                                    | 1                                                                            | 1                                                                            |                                                                              | Groupe de la Gauche au Parlement européen                                    | 41                                                                           |
| Total                                                                        | Total                                                                        | 73                                                                           | 73                                                                           | Total                                                                        | Total                                                                        | 750                                                                          |
|                                                                              | Clé des Groupe politique du Parlement européen (UK)                          | v · d · m                                                                    |                                                                              |                                                                              |                                                                              |                                                                              |

## Résultats des élections
Les candidats élus sont indiqués en gras. Entre parenthèses indiquent le nombre de votes par siège.

### 2019

Résultats de 2019

| Élections européennes de 2019: Yorkshire and the Humber, | Élections européennes de 2019: Yorkshire and the Humber, | Élections européennes de 2019: Yorkshire and the Humber,                                               | Élections européennes de 2019: Yorkshire and the Humber, | Élections européennes de 2019: Yorkshire and the Humber, | Élections européennes de 2019: Yorkshire and the Humber, |
| Liste                                                    | Liste                                                    | Candidats                                                                                              | Votes                                                    | %                                                        | ±                                                        |
| -------------------------------------------------------- | -------------------------------------------------------- | --- | -------------------------------------------------------- | -------------------------------------------------------- | -------------------------------------------------------- |
|                                                          | Brexit                                                   | John Longworth (1) Lucy Harris (2) Jake Pugh (6) James Heartfield, Andrew Allison, Christopher Barker  | 470,351 (156 783,67)                                     | 36,5                                                     | +36.5                                                    |
|                                                          | Travailliste                                             | Richard Corbett (3) Eloise Todd, Jawad Mohammed Khan, Jayne Allport, Martin Mayer, Alison Hume         | 210,516                                                  | 16,3                                                     | -13.0                                                    |
|                                                          | Libéral Démocrate                                        | Shaffaq Mohammed (4) Rosina Robson, James Blanchard, Sophie Thornton, James Baker, Ruth Coleman-Taylor | 200,180                                                  | 15,5                                                     | +9.3                                                     |
|                                                          | Green                                                    | Magid Magid (5) Alison Teal, Andrew Cooper, Louise Houghton, Lars Kramm, Ann Forsaith                  | 166,980                                                  | 13,0                                                     | +5.1                                                     |
|                                                          | Conservateur                                             | John Procter, Amjad Bashir, Michael Naughton, Andrew Lee, Matthew Freckleton, Sue Pascoe               | 92,863                                                   | 7,2                                                      | -12.0                                                    |
|                                                          | UKIP                                                     | Mike Hookem, Gary Shores, John Hancock, David Dews, Graeme Waddicar, Clifford Parsons                  | 56,100                                                   | 4,4                                                      | -26.7                                                    |
|                                                          | Yorkshire                                                | Chris Whitwood, Mike Jordan, Jack Carrington, Laura Walker, Bob Buxton, Dan Cochran                    | 50,842                                                   | 3,9                                                      | +2.4                                                     |
|                                                          | Change UK                                                | Diana Wallis, Juliet Lodge, Sophia Bow, Joshua Malkin, Rosanne McMullen, Steven Wilson                 | 30,162                                                   | 2,3                                                      | +2.3                                                     |
|                                                          | Démocrates anglais                                       | David Allen, Tony Allen, Joanne Allen, Fiona Allen                                                     | 11,283                                                   | 0,9                                                      | -0.1                                                     |
| Participation                                            | Participation                                            | Participation                                                                                          | 1 289 277                                                | 33,0                                                     |                                                          |

### 2014
| Élections européennes de 2014: Yorkshire and The Humber | Élections européennes de 2014: Yorkshire and The Humber | Élections européennes de 2014: Yorkshire and The Humber                                                                | Élections européennes de 2014: Yorkshire and The Humber | Élections européennes de 2014: Yorkshire and The Humber | Élections européennes de 2014: Yorkshire and The Humber |
| Liste                                                   | Liste                                                   | Candidats | Votes                                                   | %                                                       | ±                                                       |
| ------------------------------------------------------- | ------------------------------------------------------- | --- | ------------------------------------------------------- | ------------------------------------------------------- | ------------------------------------------------------- |

Résultats de 2014

|                                                         | UKIP                                                    | Jane Collins, Amjad Bashir, Mike Hookem, Gary Shores, Jason Smith, Anne Murgatroyd,                                    | 403,630 (134,543)                                       | 31,1                                                    | +13.7                                                   |
|                                                         | Travailliste                                            | Linda McAvan, Richard Corbett, Eleanor Tunnicliffe, Asghar Khan, Helen Mirfin-Boukouris, Darren Hughes                 | 380,189 (190,095)                                       | 29,3                                                    | +10.5                                                   |
|                                                         | Conservateur                                            | Timothy Kirkhope, Alex Story (en), John Procter, Carolyn Abbott, Michael Naughton, Ryan Stephenson,                    | 248,945                                                 | 19,2                                                    | −5.3                                                    |
|                                                         | Green                                                   | Andrew Cooper, Shan Oakes, Dr Vicky Dunn, Denise Craghill, Martin Hemingway, Kevin Warnes,                             | 102,282                                                 | 7,9                                                     | −0.6                                                    |
|                                                         | Libéral Démocrate                                       | Edward McMillan-Scott, James Monaghan, Joe Otten, Chris Foote Wood, Jacqueline Bell, Aqila Choudhry,                   | 81,108                                                  | 6,25                                                    | −7.0                                                    |
|                                                         | Independence from Europe                                | Christopher Booth, Kerrie Oxenham, Malcolm Snelling, John Buchanan Martin, Paul Balderson Sootheran, Howard Roy Blake, | 24,297                                                  | 1,9                                                     | New                                                     |
|                                                         | BNP                                                     | Marlene Guest, Adam Walker, Danny Cooke, Joanne Brown, Steven Richard Harrison, Stuart Henshaw,                        | 20,138                                                  | 1,6                                                     | −8.2                                                    |
|                                                         | Yorkshire First                                         | Stewart Arnold, Richard Carter, Richard Honnoraty,                                                                     | 19,017                                                  | 1,5                                                     | New                                                     |
|                                                         | Démocrates anglais                                      | Chris Beverley, David Wildgoose, Ian Sutton, Colin Porter, Tom Redmood, David Allen,                                   | 13,288                                                  | 1,0                                                     | −1.6                                                    |
|                                                         | No2EU                                                   | Trevor Howard, Mary Jackson, Carrie Hedderwick, Adrian O’Malley, Steven John Andrew, Iain Alaistair Dalton             | 3,807                                                   | 0,29                                                    | −1.0                                                    |
| Participation                                           | Participation                                           | Participation | 1 296 701                                               | 33,5                                                    | +1.2                                                    |

### 2009
| Élections européennes de 2009: Yorkshire and The Humber, | Élections européennes de 2009: Yorkshire and The Humber, | Élections européennes de 2009: Yorkshire and The Humber,                                                | Élections européennes de 2009: Yorkshire and The Humber, | Élections européennes de 2009: Yorkshire and The Humber, | Élections européennes de 2009: Yorkshire and The Humber, |
| Liste                                                    | Liste                                                    | Candidats                                                                                               | Votes                                                    | %                                                        | ±                                                        |
| -------------------------------------------------------- | -------------------------------------------------------- | --- | -------------------------------------------------------- | -------------------------------------------------------- | -------------------------------------------------------- |
|                                                          | Conservateur                                             | Edward McMillan-Scott, Timothy Kirkhope Fleur Butler, Matthew Bean, Nick Burrows, Glynis Frew           | 299,802 (149,901)                                        | 24,5                                                     | −0.1                                                     |
|                                                          | Travailliste                                             | Linda McAvan Richard Corbett, Emma Hoddinott, David Bowe, Melanie Onn, Mahroof Hussain                  | 230,009                                                  | 18,8                                                     | −7.5                                                     |
|                                                          | UKIP                                                     | Godfrey Bloom Jonathan Arnott, Jason Smith, Toby Horton, David Daniel, Lynette Afshar                   | 213,750                                                  | 17,4                                                     | +2.9                                                     |
|                                                          | Libéral Démocrate                                        | Diana Wallis Stewart Arnold, Rebecca Taylor, James Monaghan, Nader Fekri, Neil Poole                    | 161,552                                                  | 13,2                                                     | −2.4                                                     |
|                                                          | BNP                                                      | Andrew Brons Nick Cass, Chris Beverley, Marlene Guest, Paul Harris, Trevor Brown                        | 120,139                                                  | 9,8                                                      | +1.8                                                     |
|                                                          | Green                                                    | Martin Hemingway, Shan Oakes, Leslie Rowe, Lesley Hedges, Kevin Warnes, Steve Barnard,                  | 104,456                                                  | 8,5                                                      | +2.8                                                     |
|                                                          | Démocrates anglais                                       | Michael Cassidy, Joanne Robinson, Peter Davies, David Wildgoose, Paul McEnhill, Geoffery Crossman       | 31,287                                                   | 2,6                                                      | +1.1                                                     |
|                                                          | Socialiste Travailliste                                  | William Capstick, Linda Sheriden, Stephen Yoxall, Holly Jo Yoxall, Terence Robinson, Christopher Butler | 19,380                                                   | 1,6                                                      | New                                                      |
|                                                          | Christian                                                | Sid Cordle, Andrew McClintock, Angela MacDonald, John O'Brien, Samantha Cauldwell, Rebecca Jones        | 16,742                                                   | 1,4                                                      | New                                                      |
|                                                          | NO2EU                                                    | Keith Gibson, Celia Foote, Jackie Grunsell, Peter Marsh, Mike Davies, Juliet Marie Boddington           | 15,614                                                   | 1,3                                                      | New                                                      |
|                                                          | Jury Team                                                | Barbara Hibbert, Anthony Hooper, Ben Saxton                                                             | 7,181                                                    | 0,6                                                      | New                                                      |
|                                                          | Libertas                                                 | Antony Devoy, Edward Devoy, Stephen Clark, Diana MacLeod, Trevor Bending, Kathleen Harris               | 6,268                                                    | 0,5                                                      | New                                                      |
| Participation                                            | Participation                                            | Participation                                                                                           | 1 226 180                                                | 32,3                                                     | −10.3                                                    |

### 2004
| Élections européennes de 2004: Yorkshire and the Humber, | Élections européennes de 2004: Yorkshire and the Humber, | Élections européennes de 2004: Yorkshire and the Humber,                                         | Élections européennes de 2004: Yorkshire and the Humber, | Élections européennes de 2004: Yorkshire and the Humber, | Élections européennes de 2004: Yorkshire and the Humber, |
| Liste                                                    | Liste                                                    | Candidats                                                                                        | Votes                                                    | %                                                        | ±                                                        |
| -------------------------------------------------------- | -------------------------------------------------------- | ------------------------------------------------------------------------------------------------ | -------------------------------------------------------- | -------------------------------------------------------- | -------------------------------------------------------- |
|                                                          | Travailliste                                             | Linda McAvan, Richard Corbett David Bowe, Patricia Sutcliffe, Chris Naylor, Jo Coles             | 413,213 (206 606,5)                                      | 26,3                                                     | −5.0                                                     |
|                                                          | Conservateur                                             | Timothy Kirkhope, Edward McMillan-Scott Mohammed Riaz, Kenneth Irvine, Ian Bruce, Carolyn Abbott | 387,369 (193 684,5)                                      | 24,6                                                     | −12.0                                                    |
|                                                          | Libéral Démocrate                                        | Diana Wallis Julia Gash, Stewart Arnold, Robert Adamson, Colin Ross, Zulfiqar Ali                | 244,607                                                  | 15,6                                                     | +1.2                                                     |
|                                                          | UKIP                                                     | Godfrey Bloom Jonathan Arnott, John Nunn, John Walker, David Sewards, Ann Schwab                 | 228,666                                                  | 14,0                                                     | +6.9                                                     |
|                                                          | BNP                                                      | Nicholas Cass, Christopher Beverley, John Brayshaw, John Aveyard, Paul Cromie, Dianne Carr       | 126,538                                                  | 8,0                                                      | +6.8                                                     |
|                                                          | Green                                                    | Mark Hill, Linda Duckenfield, John Phillips, Jonathan Dixon, John Norris, James Russell          | 90,337                                                   | 5,7                                                      | 0.0                                                      |
|                                                          | Respect                                                  | Anas Altikriti, Mobeen Azhar, Sue Wild, Janet Alder, Kath Owen, Christopher Cheetham             | 29,865                                                   | 1,9                                                      | New                                                      |
|                                                          | Démocrates anglais                                       | Gary Cowd, Stephen Elliott, Derek Smith, Nicholas Booth                                          | 24,068                                                   | 1,5                                                      | New                                                      |
|                                                          | Indépendant                                              | Robert Ellis                                                                                     | 14,762                                                   | 0,9                                                      | New                                                      |
|                                                          | Alliance for Green Socialism                             | Mike Davies, Azar Iqbal, Juliet Boddington, Celia Foote, Jeannie Sutton, Steven Radford          | 13,776                                                   | 0,9                                                      | N/A                                                      |
| Participation                                            | Participation                                            | Participation                                                                                    | 1 573 201                                                | 42,6                                                     | +23.0                                                    |

### 1999
| Élections européennes de 1999: Yorkshire and the Humber , | Élections européennes de 1999: Yorkshire and the Humber , | Élections européennes de 1999: Yorkshire and the Humber ,                                                                           | Élections européennes de 1999: Yorkshire and the Humber , | Élections européennes de 1999: Yorkshire and the Humber , | Élections européennes de 1999: Yorkshire and the Humber , |
| Liste                                                     | Liste                                                     | Candidats | Votes                                                     | %                                                         | ±                                                         |
| --------------------------------------------------------- | --------------------------------------------------------- | --- | --------------------------------------------------------- | --------------------------------------------------------- | --------------------------------------------------------- |
|                                                           | Conservateur                                              | Edward McMillan-Scott, Timothy Kirkhope, Robert Goodwill Christine Adamson, Comte de Dartmouth, David Nuttall, Raja Najabat Hussain | 272,653 (90 884,33)                                       | 36,6                                                      |                                                           |
|                                                           | Travailliste                                              | Linda McAvan, David Bowe, Richard Corbett Roger Barton, Barry Seal, Veronica Hardstaff, Dominic Shellard                            | 233,024 (77 674,67)                                       | 31,3                                                      |                                                           |
|                                                           | Libéral Démocrate                                         | Diana Wallis Michael Pitts, Angela Harris, Colin Ross, Sylvia Anginotti, Robert Adamson, Madeleine Kirk                             | 107,168                                                   | 14,4                                                      |                                                           |
|                                                           | UKIP                                                      | Gordon Rogers, Richard North, Peter Davies, Judith Longman, Clive Fairclough, David Barley, Paul Godfrey                            | 52,824                                                    | 7,1                                                       |                                                           |
|                                                           | Green                                                     | Peg Alexander, Mark Hill, Vivienne Smith, Anthony Martin, Andy d'Agorne, Joseph Otten, Clive Lord                                   | 42,604                                                    | 5,7                                                       |                                                           |
|                                                           | Leeds Left Alliance                                       | Michael Davis, Celia Foote, Joseph Kenyon, Jean Sutton, Michelle Hanley, Anthony Fee, Malcolm Christie                              | 9,554                                                     | 1,3                                                       |                                                           |
|                                                           | BNP                                                       | Richard Mulhall, Adrian Marsden, Graham Cook, Christopher Ward, Paul Wilson, Ronald Smith, Jay Lee                                  | 8,911                                                     | 1,2                                                       |                                                           |
|                                                           | Pro-Euro Conservateur                                     | Julia Gash, Andrew Mayer, Louise Rowntree, Alexander Goodman, Paul McIlroy, Angela Pullen, Keith Bennett                            | 8,075                                                     | 1,1                                                       |                                                           |
|                                                           | Socialiste Travailliste                                   | Linda Muir, Alan Brooke, Stephen Yoxall, Thomas Appleyard, Robert Morris, Frank Cave, Stewart Emms                                  | 7,650                                                     | 1,0                                                       |                                                           |
|                                                           | Natural Law                                               | Geoffrey Mead, Stuart Withers, Mark Gaskell, Diana Leighton, Roger Perry, Barry Franklin, Robert Thurston                           | 1,604                                                     | 0,2                                                       |                                                           |
| Participation                                             | Participation                                             | Participation | 744,067                                                   | 19,6                                                      |                                                           |